# Okorvölgy, Baranya
Okorvölgy este un sat în districtul Szentlőrinc, județul Baranya, Ungaria, având o populație de 88 de locuitori (2011). 

## Demografie
Componența etnică a satului Okorvölgy
     Maghiari (81,54%)
     Romi (18,46%)
Componența confesională a satului Okorvölgy
     Romano-catolici (48,86%)
     Fără religie (6,82%)
     Necunoscută (44,32%)
Conform recensământului din 2011, satul Okorvölgy avea 88 de locuitori. Din punct de vedere etnic, majoritatea locuitorilor (81,54%) erau maghiari, cu o minoritate de romi (18,46%). Nu există o religie majoritară, locuitorii fiind romano-catolici (48,86%) și persoane fără religie (6,82%). Pentru 44,32% din locuitori nu este cunoscută apartenența confesională.